# Chalupa architekti
Chalupa architekti je česká architektonická kancelář bratrů Marka (1968) a Štěpána Chalupy (1973). Byla založena v roce 2006, sídlí v pražských Holešovicích. Zabývá se architekturou, urbanismem a souvisejícími obory.

## Dílo
- Český pavilon na Expo 2000 v Hannoveru (2000)
- Stanice metra Kolbenova (2001), Praha
- Hotel Metropol, Národní třída, Praha
- Nová budova ČSOB (vedle Ústředí ČSOB), Praha (2019)